# Републикански път III-8641
Републикански път IIІ-8641 е третокласен път, част от Републиканската пътна мрежа на България, преминаващ изцяло по територията на Смолянска област, Община Смолян. Дължината му е 11,4 km.
Пътят се отклонява наляво при 4 km на Републикански път III-864 в центъра на курортния комплекс Пампорово, минава през източната част на курорта, преодолява билото на Переликско-Преспанския дял на Западните Родопи, слиза по южния му склон и северозападно от град Смолян се свързва с Републикански път III-866 при неговия 13,6 km.